# ISO 3166-2:FR
Kódy ISO 3166-2 pro Francii identifikují:
- 12 metropolitních regionů
- 95 metropolitních departmentů
- 1 závislé území
- 5 zámořských společenství
- 3 metropolitní společenství se zvláštním statutem
- 1 zámořské společenství se zvláštním statutem
- 1 zámořské území
- 1 Evropské společenství
- 2 zámořská jednotná územní společenství
- 3 zámořská departamentní společenství

První část (FR) je mezinárodní kód pro Francii, druhá část sestává ze dvou čísel identifikujících department, 2 písmen identifikujících zámořské území či region, jednoho písmene pro metropolitní region, nebo jednoho čísla a jednoho písmene pro departmenty na Korsice.

## Seznam kódů

### Regiony metropolitní Francie (12)
```
FR-ARA 
Auvergne-Rhône-Alpes

FR-BFC 
Bourgogne-Franche-Comté

FR-BRE 
Bretagne

FR-CVL 
Centre-Val de Loire

FR-GES 
Grand Est

FR-HDF 
Hauts-de-France

FR-IDF 
Île-de-France

FR-NOR 
Normandie

FR-NAQ 
Nouvelle-Aquitaine

FR-OCC 
Occitanie

FR-PDL 
Pays de la Loire

FR-PAC 
Provence-Alpes-Côte d'Azur
```

### Departementy metropolitní Francie (95)
```
FR-01 Ain
FR-02 Aisne
FR-03 Allier
FR-04 Alpes-de-Haute-Provence
FR-05 Hautes-Alpes
FR-06 Alpes-Maritimes
FR-07 Ardèche
FR-08 Ardennes
FR-09 Ariège
FR-10 Aube
FR-11 Aude
FR-12 Aveyron
FR-13 Bouches-du-Rhône
FR-14 Calvados
FR-15 Cantal
FR-16 Charente
FR-17 Charente-Maritime
FR-18 Cher
FR-19 Corrèze
FR-21 Côte-d'Or
FR-22 Côtes-d'Armor
FR-23 Creuse
FR-24 Dordogne
FR-25 Doubs
FR-26 Drôme
FR-27 Eure
FR-28 Eure-et-Loir
FR-29 Finistère
FR-2A Corse-du-Sud
FR-2B Haute-Corse
FR-30 Gard
FR-31 Haute-Garonne
FR-32 Gers
FR-33 Gironde
FR-34 Hérault
FR-35 Ille-et-Vilaine
FR-36 Indre
FR-37 Indre-et-Loire
FR-38 Isère
FR-39 Jura
FR-40 Landes
FR-41 Loir-et-Cher
FR-42 Loire
FR-43 Haute-Loire
FR-44 Loire-Atlantique
FR-45 Loiret
FR-46 Lot
FR-47 Lot-et-Garonne
FR-48 Lozère
FR-49 Maine-et-Loire
FR-50 Manche
FR-51 Marne
FR-52 Haute-Marne
FR-53 Mayenne
FR-54 Meurthe-et-Moselle
FR-55 Meuse
FR-56 Morbihan
FR-57 Moselle
FR-58 Nièvre
FR-59 Nord
FR-60 Oise
FR-61 Orne
FR-62 Pas-de-Calais
FR-63 Puy-de-Dôme
FR-64 Pyrénées-Atlantiques
FR-65 Hautes-Pyrénées
FR-66 Pyrénées-Orientales
FR-67 Bas-Rhin
FR-68 Haut-Rhin
FR-69 Rhône
FR-70 Haute-Saône
FR-71 Saône-et-Loire
FR-72 Sarthe
FR-73 Savoie
FR-74 Haute-Savoie
FR-76 Seine-Maritime
FR-77 Seine-et-Marne
FR-78 Yvelines
FR-79 Deux-Sèvres
FR-80 Somme
FR-81 Tarn
FR-82 Tarn-et-Garonne
FR-83 Var
FR-84 Vaucluse
FR-85 Vendée
FR-86 Vienne
FR-87 Haute-Vienne
FR-88 Vosges
FR-89 Yonne
FR-90 Territoire-de-Belfort
FR-91 Essonne
FR-92 Hauts-de-Seine
FR-93 Seine-Saint-Denis
FR-94 Val-de-Marne
FR-95 Val-d'Oise
```

## Další území
```
FR-20R Korsika - metropolitní společenství se zvláštním statutem
FR-69M metropole Lyon - metropolitní společenství se zvláštním statutem
FR-75C Paříž - metropolitní společenství se zvláštním statutem
FR-6AE 
Collectivité européenne d'Alsace
 - Evropské společenství
FR-BL  
Saint-Barthélemy
 (též pod samostatným kódem 
ISO 3166-2:BL
) - zámořská společenství
FR-MF  
Saint-Martin
 (též pod samostatným kódem 
ISO 3166-2:MF
) - zámořská společenství
FR-PF  
Polynésie française
 (též pod samostatným kódem 
ISO 3166-2:PF
) - zámořská společenství
FR-PM  
Saint-Pierre-et-Miquelon
 (též pod samostatným kódem 
ISO 3166-2:PM
) - zámořská společenství
FR-WF  
Wallis-et-Futuna
 (též pod samostatným kódem 
ISO 3166-2:WF
) - zámořská společenství
FR-NC  
Nouvelle-Calédonie
 (též pod samostatným kódem 
ISO 3166-2:NC
) - zámořské společenství se zvláštním statutem 
FR-TF  
Terres Australes Françaises
 (též pod samostatným kódem 
ISO 3166-2:TF
) - zámořské území
FR-CP  
Île de Clipperton
 - závislé území
FR-GP  
Guadeloupe
 (též pod samostatným kódem 
ISO 3166-2:GP
) - zámořské departamentní společenství 
FR-RE  
Réunion
 (též pod samostatným kódem 
ISO 3166-2:RE
) - zámořské departamentní společenství 
FR-YT  
Mayotte
 (též pod samostatným kódem 
ISO 3166-2:YT
) - zámořské departamentní společenství 
FR-MQ  
Martinique
 (též pod samostatným kódem 
ISO 3166-2:MQ
) - zámořské jednotné územní společenství
FR-GF  
Guyane
 (též pod samostatným kódem 
ISO 3166-2:GF
) - zámořské jednotné územní společenství
```